# Бюсроль
Бюсро́ль или Бюссероль (фр. Busserolles) — коммуна во Франции, находится в регионе Аквитания. Департамент — Дордонь. Входит в состав кантона Ле-Перигор-вер-нонтронне. Округ коммуны — Нонтрон.
Код INSEE коммуны — 24070.

## География
Коммуна расположена приблизительно в 380 км к югу от Парижа, в 135 км северо-восточнее Бордо, в 55 км к северу от Перигё.
На севере коммуны протекают реки Тардуар и Триё.

### Климат
Климат умеренный океанический со средним уровнем осадков, которые выпадают преимущественно зимой. Лето здесь долгое и тёплое, однако также довольно влажное, здесь не бывает регулярных периодов летней засухи. Средняя температура января — 5 °C, июля — 18 °C. Изредка вследствие стечения неблагоприятных погодных условий может наблюдаться непродолжительная засуха или случаются поздние заморозки. Климат меняется очень часто, как в течение сезона, так и год от года.

## Население
Население коммуны на 2010 год составляло 561 человек.
| 1962 | 1968 | 1975 | 1982 | 1990 | 1999 | 2010 |
| ---- | ---- | ---- | ---- | ---- | ---- | ---- |
| 941  | 818  | 728  | 616  | 569  | 507  | 561  |

## Администрация
| Период | Период | Фамилия        | Партия                                                            | Примечания |
| ------ | ------ | -------------- | ----------------------------------------------------------------- | ---------- |
| 1945   | 1953   | Антуан Морелле |                                                                   |            |
| 1953   | 1965   | Жорж Маверо    | Республиканская, радикальная и радикально-социалистическая партия | пекарь     |
| 1965   | 1995   | Ги Мишлен      |                                                                   | пекарь     |
| 1995   | 2020   | Ги Бозетье     | Союз за народное движение                                         | фермер     |

## Экономика
В 2010 году среди 327 человек трудоспособного возраста (15-64 лет) 202 были экономически активными, 125 — неактивными (показатель активности — 61,8 %, в 1999 году было 63,7 %). Из 202 активных жителей работали 184 человека (94 мужчины и 90 женщин), безработных было 18 (8 мужчин и 10 женщин). Среди 125 неактивных 26 человек были учениками или студентами, 65 — пенсионерами, 34 были неактивными по другим причинам.

## Достопримечательности
- Церковь Св. Марциала (XII век). Исторический памятник с 1958 года[6]

## Фотогалерея
- Мэрия
- Церковь Св. Марциала
- Интерьер церкви Св. Марциала
- Общественная прачечная
- Военный мемориал
- Колодец
- Озеро Гролье
- Река Триё